# Institut de recherche Raman
L'Institut de recherche Raman est un laboratoire de recherche situé à Bangalore en Inde dont les travaux portent sur l'astronomie, l'astrophysique, la physique des matériaux, la matière condensée et la physique théorique. L'institut a été créé en 1948 par le prix Nobel de physique Chandrashekhara Venkata Râman. Il rassemble une vingtaine de laboratoires de recherche. Initialement financé par des fonds privés, il est devenu depuis la mort de son fondateur un institut de recherche autonome aidé financé par le département des sciences et des technologies du gouvernement indien. Les effectifs comprennent, outre les chercheurs, des doctorants et post doctorant (respectivement 87 et 21 en 2018).  